# Pinus contorta murrayana
El Pinus contorta subsp. murrayana (sinónimos, P. contorta var. murrayana, pino tamarack o, en inglés, Sierra Lodgepole Pine) es una subespecie del Pinus contorta que aparece en la Cordillera de las Cascadas, en Sierra Nevada y en las sierras adyacentes, y su área de distribución va desde el sur del estado de Washington hasta la parte septentrional de Baja California.
Se utiliza para reforestar en zonas de cordillera, se adapta muy bien a los climas húmedos y fríos de la región cordillerana de la provincia del Neuquén, República Argentina.
En promedio logra alcanzar los 36 m de altura y 90 cm de radio, se han encontrado ejemplares con más de 400 años de vida en el país del norte.